# Home Retail Group
Home Retail Group este o companie britanică din domeniul retail-ului cu vânzări de peste 5,5 miliarde £, ce deține, de asemenea, o divizie de servicii financiare.